# Литванија на Европском првенству у атлетици у дворани 2013.
Литванија је учествовала на 32. Европском првенству у дворани 2013 одржаном у Гетеборгу, Шведска, од 28. фебруара до 3. марта. Ово је било једанаесто европско првенство у дворани од 1992. године од када је Литванија први пут учествовала. Репрезентацију Литваније представљала су четири такмичара (3 мушкарца и 1 жена) који су се такмичили у четири дисциплине.
На овом првенству Литванија није освојила ниједну медаљу.

## Учесници
| Мушкарци: - Томас Витонис — Скок удаљ - Дариус Аучина — Скок удаљ, Троскок - Римантас Мартисаускас — Бацање кугле | Жене: - Довиле Дзиндзалетајте — Троскок |  |

## Резултати

### Мушкарци
| Атлетичар             | Дисциплина   | Лични рекорд | Квалификације | Квалификације | Полуфинале   | Полуфинале | Финале                | Финале  | Детаљи |
| Атлетичар             | Дисциплина   | Лични рекорд | Резултат      | Место         | Резултат     | Место      | Резултат              | Место   | Детаљи |
| --------------------- | ------------ | ------------ | ------------- | ------------- | ------------ | ---------- | --------------------- | ------- | ------ |
| Томас Витонис         | Скок удаљ    | 8,03         | 7,56          | 6. у гр. А    |              |            | Нису се квалификовали | 18 / 25 |        |
| Даријус Аучина        | Скок удаљ    | 7,87         | 7,38          | 11. у гр. Б   | 23 / 25      |            | Нису се квалификовали |         |        |
| Даријус Аучина        | Троскок      | 16,11        | 15,27         | 21.           | 21 / 21 (22) |            | Нису се квалификовали |         |        |
| Римантас Мартисаускас | Бацање кугле | 18,39        | 17,37         | 23.           | 23 / 24      |            | Нису се квалификовали |         |        |

### Жене
| Атлетичарка           | Дисциплина | Лични рекорд | Квалификације | Квалификације | Полуфинале | Полуфинале | Финале                | Финале       | Детаљи |
| Атлетичарка           | Дисциплина | Лични рекорд | Резултат      | Место         | Резултат   | Место      | Резултат              | Место        | Детаљи |
| --------------------- | ---------- | ------------ | ------------- | ------------- | ---------- | ---------- | --------------------- | ------------ | ------ |
| Довиле Дзиндзалетајте | Троскок    | 13,60        | 13,53         | 14.           |            |            | Није се квалификовала | 14 / 19 (21) |        |